# Léverin
Der Léverin ist ein Fluss in Frankreich, der im Département Morbihan in der Region Bretagne verläuft. Er entspringt im Gemeindegebiet von Ménéac, entwässert generell in südlicher Richtung und mündet nach rund 27 Kilometern im Gemeindegebiet von Taupont als linker Nebenfluss in den Ninian.

## Orte am Fluss
(Reihenfolge in Fließrichtung)
- Le Ménéhy, Gemeinde Ménéac
- Évriguet
- Bosbarab, Gemeinde Saint-Malo-des-Trois-Fontaines
- Cantomheuc, Gemeinde Loyat
- Henlée, Gemeinde Taupont
- Bodiel, Gemeinde Taupont